# Commelina pseudoscaposa
Commelina pseudoscaposa är en himmelsblomsväxtart som beskrevs av De Wild. Commelina pseudoscaposa ingår i släktet himmelsblommor, och familjen himmelsblomsväxter. Inga underarter finns listade.